# ۱۶۷۶ (میلادی)
۱۶۷۶ (میلادی) هزار وششصد و هفتاد و ششمین سال تقویم میلادی است.

## زادگان
- 26 اوت - رابرت والپول : سیاستمدار و نخستین نخست وزیر بریتانیا.

## درگذشتگان
- ۲۲ ژوئیه – کلمنت دهم، کشیش و دیپلمات ایتالیایی (ز. ۱۵۹۰)
- ۱۱ اوت – هانس یاکوب کریستوفل فون گریملس‌هاوزن، نویسنده آلمانی (ز. ۱۶۲۱)
- ۲۸ اکتبر – ژان ده‌ماره دو سن‌سورلن، شاعر فرانسوی (ز. ۱۵۹۵)